# EF-267
A EF-267 é o projeto de uma ferrovia transversal brasileira, em bitola larga, com aproximadamente 734 km, que interligará o município de Panorama (SP) a Porto Murtinho (MS), às margens do Rio Paraguai, no sul do Pantanal mato-grossense. Também é chamada de Ferrovia do Pantanal.
Inicialmente este trecho fazia parte do projeto da Ferrovia Norte-Sul, mas o Plano Nacional de Viação de 08 de maio de 2008, o desmenbrou como uma nova ferrovia que se conectará a ela e a malha paulista, em Panorama (SP). O projeto teve o seu Estudo de Viabilidade Técnica, Econômica e Ambiental (EVTEA) concluído em maio de 2012.